# كريستينا هندرسون
كريستينا هندرسون (بالإنجليزية: Christina Kirk Henderson)‏ هي كاتِبة نيوزيلندية، ولدت في 15 أغسطس 1861 في ملبورن في أستراليا، وتوفيت في 27 سبتمبر 1953 في كرايستشرش في نيوزيلندا.